# 916

## Догађаји
- Википедија:Непознат датум — Основан град Мадија у Тунису.

- Сицилијански Бербери у Агригенту се побуне и свргну независног емира Ахмеда ибн Хороба. Они нуде Сицилију Фатимидском калифату у Ифрикији (савремени Тунис). Калиф Абдулах ал-Махди Билах поздравља овакав развој догађаја, али одбија да берберским владарима да аутономију. Он шаље фатимидску експедициону снагу под командом Абу Саида Мусе која се искрцава на Сицилији и, уз извесне потешкоће, преузима контролу над острвом. Абдулах ал-Махди Билах поставља Салама ибн Рашида за емира Сицилије. Ахмед ибн Кхороб је послат у Ракаду и погубљен.
- Абаоји, китански владар и оснивач династије Лиао, усваја кинеске дворске формалности у којима се проглашава за цара у кинеском стилу и усваја име ере, Таизу од Лиаоа. Он именује свог најстаријег сина Иелу Беи као наследника, што је први пут у историји Китана. Абаоји води кампању на западу, освајајући већи део монголских равница.
- Умире Климент Охридски, књижевник и просветитељ Словена. Сматра се једним од оснивача словенске књижевне школе. Климент је сахрањен у свом манастиру, Свети Пантелејмон, у Охриду.

## Смрти
- Климент Охридски